# Alex Wojciechowicz
Alexander Francis Wojciechowicz (South River, 12 agosto 1915 – Forked River, 13 luglio 1992) è stato un giocatore di football americano statunitense che ha giocato nel ruolo di linebacker e centro nei Detroit Lions e i Philadelphia Eagles della National Football League (NFL). È stato inserito nella Pro Football Hall of Fame nel 1968.

## Carriera professionistica

### Detroit Lions
Wojciechowicz fu scelto dai Detroit Lions come sesto assoluto nel Draft NFL 1938 partendo subito come centro titolare nella prima gara come Lion. Anche se i Lions erano una squadra in declino, Alex diede il suo meglio sia in attacco che in difesa. Nel 1944, Wojciechowicz dimostrò il suo talento in difesa intercettando 7 passaggi, un record di franchigia che resistette per molti anni. Malgrado i riconoscimenti a livello personale però, Wojciechowicz desiderava giocare in una squadra che lottasse per il titolo, cosa che non accadde mai a Detroit. Questo desiderio sembrò tuttavia realizzarsi quando il due volte All-Pro fu scambiato a metà della stagione 1946 coi Philadelphia Eagles.

### Philadelphia Eagles
All'età di trent'anni, Wojciechowicz passò agli Eagles divenendo il loro difensore più noto. Le sue capacità di leader da veterano furono decisive per gli Eagles che assicurarono il campionato NFL nel 1948 e nel 1949. Nel 1950 decise di ritirarsi dopo tredici stagioni di football professionistico.

## Palmarès
- (2) Campionati NFL (1948, 1949)
- (2) All-Pro (1939, 1944)
- Formazione ideale della NFL degli anni 1940
- Philadelphia Eagles Honor Roll
- Pro Football Hall of Fame (classe del 1968)
- College Football Hall of Fame